# 安艺饭室站
安藝飯室站（日语：／ Aki-imuro eki */?）曾經是一個位於廣島縣廣島市安佐北區安佐町飯室，屬於西日本旅客鐵道（JR西日本）可部線的鐵路車站（廢站）。
伴隨可部線非電氣化路段（可部－三段峽）的廢線於2003年（平成15年）12月1日廢站。

## 相鄰車站
西日本旅客鐵道
可部線
毛木－安藝飯室－布